# Iñaki Zurimendi
Iñaki Zurimendi Lodeiro (Alonsótegui, 10 de abril de 1967) es un exfutbolista y entrenador de fútbol español.

## Trayectoria

### Como jugador
Formó parte del Club Deportivo Basconia con el que jugaría la cifra de 95 partidos en la Segunda División B de España.

### Como entrenador
Tras finalizar su etapa como jugador, comenzaría su trayectoria como entrenador en los equipos del Club Deportivo Larramendi y Club Deportivo Ortuella, antes de llegar en 1998 al Sestao River Club, al que dirigió durante tres temporadas en la Tercera División de España.
Más tarde, dirigiría a equipos de Vizcaya como la Sociedad Deportiva Indautxu, Sociedad Deportiva Lemona y Club Deportivo Santurtzi, en la Tercera División de España. Desde 2004 a 2006, dirige al Barakaldo Club de Fútbol de la 2.ª División B. En la temporada 2007-08, firma por el Amurrio Club de la 3.ª División. En la temporada 2008-09, es contratado por el Sestao River de la 2.ª División B, pero no acabaría la temporada siendo relevado por Alfonso del Barrio. En la temporada 2009-10, regresa al Amurrio Club de 3.ª División.
En la temporada 2011-12, vuelve de nuevo a entrenar al Barakaldo C. F. que militaba en la 3.ª División, con el que logró el ascenso a la 2.ª División B. En las siguientes dos temporadas dirigirá al club de Las Encartaciones en la entonces división de bronce del fútbol español. 
En verano de 2015, firma como director deportivo del Barakaldo C. F., en el que trabaja durante 5 temporadas. En verano de 2020, sigue ejerciendo las labores de director deportivo, esta vez en el Club Portugalete, donde trabajó durante dos temporadas. En octubre de 2022, formará parte de la comisión deportiva del Real Murcia Club de Fútbol, realizando informes de los equipos del norte de España.
El 24 de enero de 2023, vuelve a ejercer como entrenador en el Club Deportivo Laredo de la Segunda Federación. Tras descender a Tercera Federación, se mantuvo en el puesto hasta el 4 de diciembre de 2023, fecha en la que el club laredano anunció su destitución.

## Clubes

### Como entrenador
| Club                                  | País   | Año       |
| ------------------------------------- | ------ | --------- |
| Sestao River                          | España | 1998-2001 |
| S. D. Indautxu                        | España | 2002-2003 |
| S. D. Lemona                          | España | 2003-2004 |
| Barakaldo C. F.                       | España | 2004-2006 |
| C. D. Santurtzi                       | España | 2006-2007 |
| Amurrio Club                          | España | 2007-2008 |
| Sestao River                          | España | 2008-2009 |
| Amurrio Club                          | España | 2009-2010 |
| Barakaldo C. F.                       | España | 2011-2014 |
| Sestao River (Director Deportivo)     | España | 2014-2015 |
| Barakaldo C. F. (Director Deportivo)  | España | 2015-2020 |
| Club Portugalete (Director Deportivo) | España | 2020-2022 |
| C. D. Laredo                          | España | 2023      |